# BlueZ
BlueZ ist die offizielle Implementierung eines Protokollstapels des Funkstandards Bluetooth für Linux. Er wird als freie Software unter der GNU General Public License (GPL) in der Programmiersprache C entwickelt. Die Bluetooth Special Interest Group erkennt ihn als qualifizierten Protokollstapel an.
Die Pakete bluez-utils und bluez-firmware enthalten zusätzliche Konfigurations- und Testwerkzeuge:
dfutool
dient dazu herauszufinden, ob die Firmware eines Bluetooth-Chipsatz aktualisiert werden kann, und
hcitool
zum Auffinden erreichbarer Bluetooth-Geräte
sdptool
erfragt mittels des Bluetooth Service Discovery Protocol (SDP) von erreichbaren Geräten deren Dienste
hidd ist der Daemon für Human Interface Device (HID).
Zu den zusätzlichen Werkzeugen gibt es Frontends wie BTScanner oder BlueSniff.

## Geschichte
Das Projekt wurde von Qualcomm ins Leben gerufen. 2001 wurde BlueZ als freie Software veröffentlicht und am 4. Juli desselben Jahres in den Linux-Kernel aufgenommen (Kernelversion 2.4.6). 2005 gewann das Projekt den TuxMobil GNU/Linux Award für seinen Beitrag zur Verbesserung der Vernetzung Linux-basierter mobiler Geräte. 2006 unterstützte es alle Kernprotokolle und Schichten des Standards. Version 3.0 brach die Abwärtskompatibilität der Programmierschnittstelle (API). Am 6. August 2008 wurde Version 4.0 veröffentlicht, mit der nochmals mit einem Kompatibilitätsbruch die (D-Bus-)API aufgeräumt wurde und die GModule-Unterstützung durch das Entfernen der Unterstützung für EGlib vollständig auf GLib umgestellt wurde. Mit Version 4 zogen die Code-Repositorien von SourceForge auf die Linux-Kernel-Webseite kernel.org um und es wurden die Repositorien von bluez-libs und bluez-utils zusammengelegt.